# Nahrawan

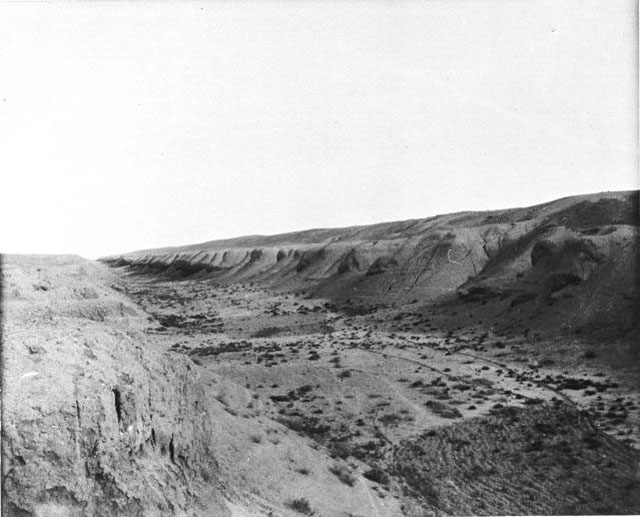
Imatge de l'antic canal.

Nahrawan o an-Nahrawan (àrab: النهروان, an-Nahrawān) fou una ciutat i un sistema de canals a la regió del baix Diyala o Tamarra, a l'est del riu Tigris, Iraq.
El canal principal es creu que fou inicialment un antic llit del Diyala i va servir per regar les terres a l'est de Ctesifon al període part. El rei sassànida Còsroes I el Just (Khusraw I Anushirwan 531-579) va crear el sistema de canals al segle vi; llavors el canal principal va agafar el nom d'al-Nahrawan perquè començava a la vila de Djisr al-Nahrawan (Pont de Nahrawan, moderna Sifwa). La zona va esdevenir una unitat administrativa anomenada Bazidjan Khusraw amb capital a la ciutat de Veh Antiokh-i Khusraw, fundada pel rei el 540, a la zona de Ctesifon i al-Madain. A Djisr al-Nahrawan hi va haver una fàbrica de moneda.
Els àrabs quan van conquerir la regió van aprofitar el sistema de canals i una presa que hi havia a al-Kantara. A Djisr al-Nahrawan es va lliurar la batalla de Nahrawan (658). Sota domini abbàssida la regió apareix dividida en tres districtes: Alt Nahrawan (Baquba), Nahrawan Mitjà (Djisr al-Nahrawan) i Baix Nahrawan (Djisr Buran). A partir del segle x el sistema fou reduït i restaurat. El 937/938 Ibn Raik va trencar el canal principal per desviar l'aigua cap al Diyala inferior per evitar l'avanç de Bàjkam cap a Bagdad des de Wasit, però no se'n va sortir i la manca de reg va causar pèrdues enormes i la fam a tota la regió despoblant-se algunes viles. Fins 14 anys després no es va arranjar per orde de Muizz al-Dawla i llavors alguns camperols van tornar.
El 1139 el governador seljúcida Bihruz va intentar restaurar tot el sistema fins al 1142 però els combats van arruïnar els esforços. Al segle xiii la sequera va provocar l'abandonament general i els canals van deixar d'utilitzar-se.